# Christoph von Rotz

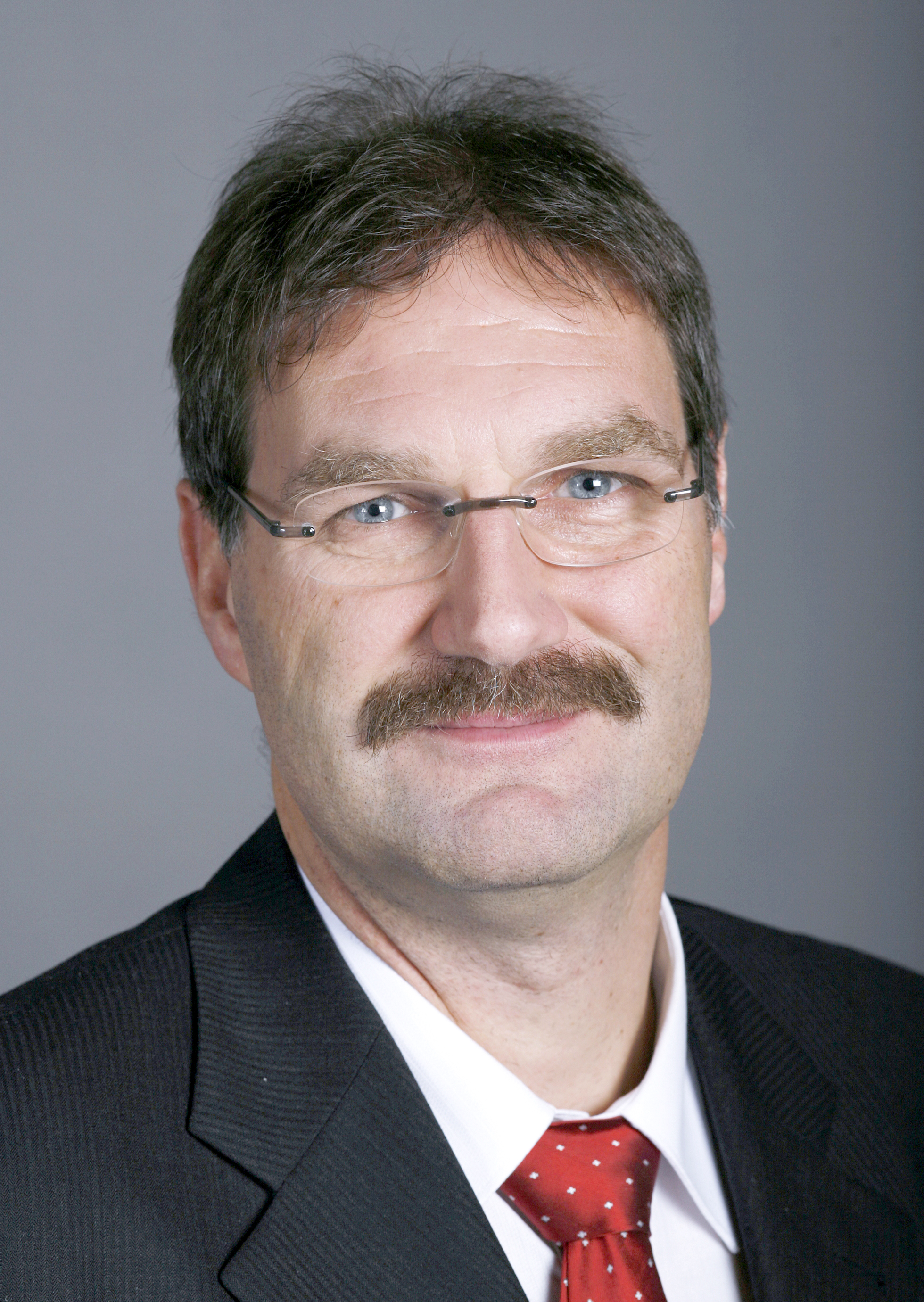
Christoph von Rotz (2007)

Christoph von Rotz (* 15. Oktober 1966 in Sarnen, Kanton Obwalden) ist ein Schweizer Politiker (SVP). Er war von 2007 bis 2011 Nationalrat.

## Leben und politische Ämter
Bei den Nationalratswahlen vom 21. Oktober 2007 trat von Rotz gegen Patrick Imfeld (CVP), Luke Gasser (parteilos, jedoch CVP-orientiert) und Beat von Wyl (SP) an. Er konnte knapp mit 4'523 Stimmen gegen 4'462, 3'095 und 1'569 die Wahl gewinnen. Im Nationalrat war er Mitglied der Kommission für Verkehr und Fernmeldewesen (KVF). Bei den Wahlen vom 23. Oktober 2011 trat gegen von Rotz Karl Vogler (CSP OW) an, dessen Kandidatur von FDP, CVP, und SP unterstützt wurde. Bei einer relativ hohen Stimmbeteiligung von 64,27 % gewann Karl Vogler mit 8'896 Stimmen gegenüber Christoph von Rotz mit 6'739 Stimmen.
Von Rotz war von Juni 2002 bis Juni 2008 Mitglied des Obwaldner Kantonsrats und wurde 2014 erneut in den Rat gewählt.
Von 2011 bis 2017 war Christoph von Rotz Präsident des Verbands der Wirtschaftsinformatik (VIW). Der diplomierte Informatiker ist verheiratet und wohnt in Sarnen.
Am 25. Juni 2021 wurde Kantonsrat Christoph von Rotz für das Amtsjahr 2021/2022 zum Kantonsratspräsidenten gewählt.

## Politisches Wirken
Während seiner Amtszeit im Nationalrat reichte von Rotz 45 Vorstösse ein, darunter acht Motionen. Letztere beschäftigten sich hauptsächlich mit dem öffentlichen und dem privaten Verkehr und dessen Finanzierung, mit dem Post- und Fernmeldewesen und der Finanzierung der familieninternen Kinderbetreuung. In abgeänderter Form und gegen den Willen des Bundesrates wurden seine Motionen Festsetzung der Zahlungsfristen des Bundes und Zeitgemässe technische Vorschriften für Notrufe überwiesen. Letztere wurde nach von Rotz Ausscheiden aus den Nationalrat vom Fraktionskollegen Sebastian Frehner (Kanton Basel-Stadt) übernommen und zu Ende geführt.
Besondere mediale Aufmerksamkeit erregten folgende Anträge.
- Im Juni 2010 reichte Christoph von Rotz im Nationalrat eine Interpellation ein, die Auskunft darüber verlangte, wie sich der Bundesrat zum Ansinnen stelle, auf dreispurigen Autobahnen die dritte Spur als Expresslinie zu reservieren und deren Benutzung vom Kauf einer Spezialvignette abhängig zu machen.[12] Der Vorstoss wurde nach seinem Ausscheiden aus dem Nationalrat «abgeschrieben»; somit wurde der in den Medien als Luxusspur[13] bezeichnete und vom Bundesrat abgelehnte[14][15] Vorschlag nicht weiter verfolgt.

- Im November 2014 stellte von Rotz als Parteienvertreter der SVP Sarnen bei der Gemeindeversammlung von Sarnen einen Gegenantrag zur Einbürgerung eines 22-jährigen schwerbehinderten Irakers, der sich nur durch Mimik und Gestik verständigen kann. Der Gemeinderat hatte die Einbürgerung befürwortet. Von Rotz hatte unter anderem Zweifel an den geforderten sprachlichen und staatsbürgerlichen Grundkenntnissen des Antragstellers geltend gemacht[16] sowie eine schlechte Integration seiner Familie – die jedoch nicht zur Einbürgerung anstand – reklamiert. In der von ihm geforderten geheimen Abstimmung wurde sein Gegenantrag angenommen und damit das Einbürgerungsgesuch abgelehnt.[17][18][19] Gegen diesen Entscheid wurde kurz darauf ein Rekurs an die Obwaldner Regierung angekündigt.[20] Dieser wurde gutgeheissen und die Einbürgerung anschliessend im zweiten Anlauf angenommen.[21]